# Chamaedorea pauciflora
Chamaedorea pauciflora es una especie exclusiva de las tierras bajas de la cuenca del río Amazonas. Se distribuyen por Colombia, Ecuador, Perú y Brasil.

## Descripción
Son palmas solitarias que alcanzan un tamaño de 2.5 m de altura, y 0.5-2 cm de diámetro, erecto o tumbado de color verde. Las hojas de  15-30 cm de longitud,  simple o raramente pinnadas. Las inflorescencias interfoliares, emergiendo de las hojas, de 80 cm de longitud, con las flores de color naranja. El fruto de color negro de 10-12 x 7-8 mm.
Las flores masculinas tienen un olor muy perfumado que se percibe aún a distancia de la palma, por lo cual son usadas por las mujeres Miraña para perfumar el cabello el día del baile.

## Usos
Medicinales
Se mencionó que la flor tiene una fragancia agradable y sirve como desodorante. 
Construcción
Ocasionalmente se utilizan las hojas en los techos de viviendas. Herramientas y utensilios. 
Utilidades
En algunos casos se utiliza la raíz como escoba; los frutos maduros son usados como colorante de textiles. 
Alimentación
Ocasionalmente los frutos maduros son comestibles; y las hojas se utilizan para envolver alimentos.

## Taxonomía
Chamaedorea pauciflora fue descrita por Carl Friedrich Philipp von Martius y publicado en Historia Naturalis Palmarum 2: 5, t. 3, f. 3, en el año 1823.
Etimología
Chamaedorea: nombre genérico que deriva de las palabras griegas: χαμαί (chamai), que significa "sobre el terreno", y δωρεά (dorea) , que significa "regalo", en referencia a las frutas fácilmente alcanzadas en la naturaleza por el bajo crecimiento de las plantas.
pauciflora: epíteto latino que significa "con pocas flores".
Sinonimia:
- Morenia pauciflora (Mart.) Drude in C.F.P.von Martius & auct. suc. (eds.), Fl. Bras. 3(2): 526 (1882).
- Nunnezharia pauciflora (Mart.) Kuntze, Revis. Gen. Pl. 2: 730 (1891).
- Morenia integrifolia Trail, J. Bot. 14: 331 (1876).
- Morenia integrifolia var. nigricans Trail, J. Bot. 14: 331 (1876).
- Nunnezharia amazonica Kuntze, Revis. Gen. Pl. 2: 730 (1891).
- Nunnezharia integrifolia (Trail) Kuntze, Revis. Gen. Pl. 2: 730 (1891).
- Chamaedorea lechleriana H.Wendl., Gard. Chron., III, 1904(2): 246 (1904).
- Chamaedorea integrifolia (Trail) Dammer, Verh. Bot. Vereins Prov. Brandenburg 48: 125 (1906 publ. 1907).
- Chamaedorea amazonica (Kuntze) Dammer, Notizbl. Königl. Bot. Gart. Berlin 6: 263 (1915).[1][7]

## Nombre común
- Español: Ponilla, Sangapilla